# YOU DON'T GIVE UP
《YOU DON'T GIVE UP》為日本女歌手華原朋美的第10張單曲，為自第2張專輯《storytelling》中抽取發行的後發單曲，由小室哲哉所製作。

## 說明
- 作為後發單曲，標題表記改為全大寫，並以「Single Mix」版本來發行。雖然同為後發單曲，前作《I WANNA GO》掉出了排行榜前10名之外，本作卻成功進入了前10名之第7名。
- 本曲為專輯《storytelling》中華原配唱最為艱辛的一曲，小室建議其「溫柔地演唱」。
- 本作為華原於ORUMOK RECORDS發行的最後一張單曲。
- 本曲為華原與小室哲哉最後的電視同臺共演。

## 收錄歌曲
全碟作詞・作曲・編曲：小室哲哉。
1. YOU DON'T GIVE UP [Single mix]
2. YOU DON'T GIVE UP [East meets West remix]
3. YOU DON'T GIVE UP [Karaoke mix]